# Hauts-de-France
Hauts-de-France (česky Horní Francie) je jeden z 13 metropolitních regionů Francie. 

## Historie
Vznikl 1. ledna 2016 sloučením dvou bývalých regionů Nord-Pas-de-Calais a Pikardie. Správním střediskem regionu je město Lille. Je tvořen pěti departementy: Aisne, Nord, Oise, Pas-de-Calais a Somme.